# محمد بكير
محمد بكير مدير انتاج ومخرج تلفزيوني مصري ولد في القاهرة. بدأ حياته الفنية بإخراج الفيديوهات المصورة لأغاني العديد من المطربين، اشتهر بعد إخراج مسلسلي «المواطن اكس» و«طرف ثالث» الذين نجحا كثيرا من ناحية الاخراج، وبعدها أخرج فيلم «على جثتي» الذي شارك فيه النجم أحمد حلمي.
ظهر المخرج محمد بكير في مسلسل طرف ثالث بشخصية «باولو» الإيطالي وقام محمد بكير باخراج مسلسل «المواطن اكس» مع المخرج عثمان أبو لبن إخراج مشترك. تعامل مع المطرب الشاب وليد سمارة في أغنية «أنساك»، ومروى نصر في أغنيتى «الله يسامحني» و«حبيت الدنيا».

## أعماله

### في الإخراج
- المواطن أكس، مسلسل، 2011
- طرف ثالث، مسلسل، 2012
- على جثتي، فيلم، 2013
- آسيا، مسلسل، 2013
- الخزنة، برنامج، 2013
- السيدة الأولى، مسلسل، 2014
- الحريم أسرار، برنامج، 2015
- حواري بوخاريست، مسلسل، 2015
- ليلة، مسلسل، 2016
- سهرانين (الموسم الأول)، برنامج، 2019
- ابن أصول، مسلسل، 2019
- سلطانة المعز، مسلسل، 2020

### إخراج الأغاني المصورة
- بضحك - جليلة - 2008.[2]
- على قد حالي - خالد عجاج - 2006.
- ويلي - محمد منير - 2005
- صوتك - محمد منير - 2005
- إنت بقى - رزان - 2007.
- الله يسامحني - مروة نصر - 2009.[3]
- بحار - بلاك تيما - 2010.[4]
- أوبريت مصر مفتاح الحياة - 2011.[1]
- الناس الحلوة - حمادة هلال - 2019.[5]

### معمل
- الحارة، مسلسل، 2010
- بدل فاقد، فيلم، 2009